# Ian Shaw
Ian Shaw (1961) è un egittologo britannico, docente di archeologia egizia presso l'università di Liverpool.

## Biografia
Dopo una fase iniziale in cui si è occupato principalmente del sito di Tell el-Amarna ha condotto scavi in siti correlati con svariati periodi della storia egizia. I suoi ultimi lavori si sono focalizzati sullo studio delle tecniche di produzione degli artigiani dell'antico Egitto.

## Pubblicazioni
- Egyptian Warfare and Weapons, Shire Pubns, 1991
- Nicolas Grimal, A History of Ancient Egypt, Blackwell Publishers, Oxford, 1992 (traduzione dal francese di Ian Shaw)
- (con P. Nicholson), The British Museum Dictionary of Ancient Egypt, British Museum Pubns Ltd, 1987
- (a cura di), The Oxford History of Ancient Egypt, Oxford University Press, 2000
- (a cura di), Ancient Egyptian Materials and Technology, Cambridge University Press, 2000
- Ancient Egypt: A Very Short Introduction, Oxford University Press, 2004
- Hatnub: Quarrying Travertine in Ancient Egypt, Egypt Exploration Society, 2010
- Ancient Egyptian Technology and Innovation, Bloomsbury, 2012
- Ancient Egyptian Warfare, Casemate Pub & Book Dist Llc, 2019
- (a cura di), The Oxford Handbook of Egyptology, Oxford University Press, 2020